# قانون کار تایلند
قانون کار تایلند تحت چارچوب چندین قانون پارلمان و احکام، عمدتاً قانون حمایت از کار (۱۹۹۸)، و عمدتاً توسط وزارت کار اداره می‌شود. چارچوب قانونی آن در اواسط تا اواخر قرن بیستم ایجاد شد، زیرا اقتصاد تایلند شاهد گسترش سریع در دوره جنگ سرد بود.
در حالی که قانون از حقوق تشکل و تشکل کارگری برای چانه زنی دسته جمعی حمایت می‌کند و به کارگران اجازه تشکیل اتحادیه می‌دهد، در عمل این حمایت‌ها ناکافی است و به‌طور کلی به یک سیستم اتحادیه ضعیف منجر می‌شود. این قوانین همچنین فقط از کارگران در بخش رسمی کار حمایت می‌کند و اغلب به جمعیت بزرگ کارگران مهاجر تایلند که بسیاری از آنها به‌طور غیرقانونی به کار گرفته می‌شوند، نمی‌رسد. عمل برده‌داری مدرن در برخی از صنایع کشور در دهه ۲۰۱۰ به موضوع توجه بین‌المللی تبدیل شد و دولت سعی کرد در پاسخ به این مسائل بپردازد.

## دستمزد
دستمزدها منبع اصلی درآمد خانواده‌ها در تایلند هستند، : ۳۲ اگرچه توزیع درآمد دستمزد برحسب منطقه متفاوت است: تقریباً سه چهارم جمعیت بانکوک در خانواده‌هایی هستند که درآمد دستمزد دریافت می‌کنند، در حالی که کمتر از نیمی در منطقه شمالی است. : ۳۰–۳۱ در طول دوره ۲۰۱۴–۲۰۰۷، درآمد دستمزد به‌طور قابل توجهی رشد کرد و سپس از سال ۲۰۱۵ شروع به کاهش کرد. تا تاریخ ۲۰۲۰ رکود رشد دستمزد بیشتر مشاغل را تحت تأثیر قرار می‌دهد. رشد دستمزد در مناطق شهری منفی، اما در مناطق روستایی مثبت بود. در دوره ۲۰۱۳–۲۰۰۷، دستمزدها، درآمدهای مزرعه، و وجوه ارسالی به کاهش فقر کمک کردند. در دوره ۲۰۱۷–۲۰۱۵ اینها منابع افزایش فقر بودند. : ۶۵ 

### حداقل دستمزد
در دسامبر ۲۰۱۹، کمیته ملی دستمزد توصیه کرد که حداقل دستمزد روزانه برای نیروی کار غیر ماهر پنج تا شش بات افزایش یابد، از ۳۰۸ به ۳۳۰ بات به ۳۳۶–۳۱۳ بات، که از اول ژانویه ۲۰۲۰ لازم الاجرا می‌شود. کابینه این پیشنهاد را در ۱۱ دسامبر تصویب کرد. این اقدام ۱۰ سطح حداقل دستمزد جدید را بسته به استان اعمال خواهد کرد. بالاترین نرخ، ۳۳۶ بات در روز، برای استان‌های چونبوری و پوکت، و کمترین نرخ با ۳۱۳ بات برای سه استان مرزی جنوبی ناراتیوات، پاتانی و یالا خواهد بود. حداقل دستمزد بانکوک ۳۳۱ بات خواهد بود. افزایش دستمزدها به دلیل متواضع بودن و کمتر از آنچه حزب حاکم پیشتر وعده داده بود، بلافاصله مورد انتقاد قرار گرفت.

## مشاغل ممنوعه برای خارجی‌ها
قانونی که در زمان دولت ناسیونالیست پلاک فیبونسونگکرام در دهه ۱۹۴۰ ایجاد شد، مشاغل خاصی را به اتباع تایلندی محدود کرد. قبل از ۱ ژوئیه ۲۰۱۸، خارجی‌ها مجاز به کار در مشاغل زیر نبودند. این فهرست در حال بازنویسی است زیرا ۱۲ حرفه که قبلاً به تایلندی‌ها محدود می‌شد برای خارجی‌ها باز می‌شود.